# 比斯开省议会宫

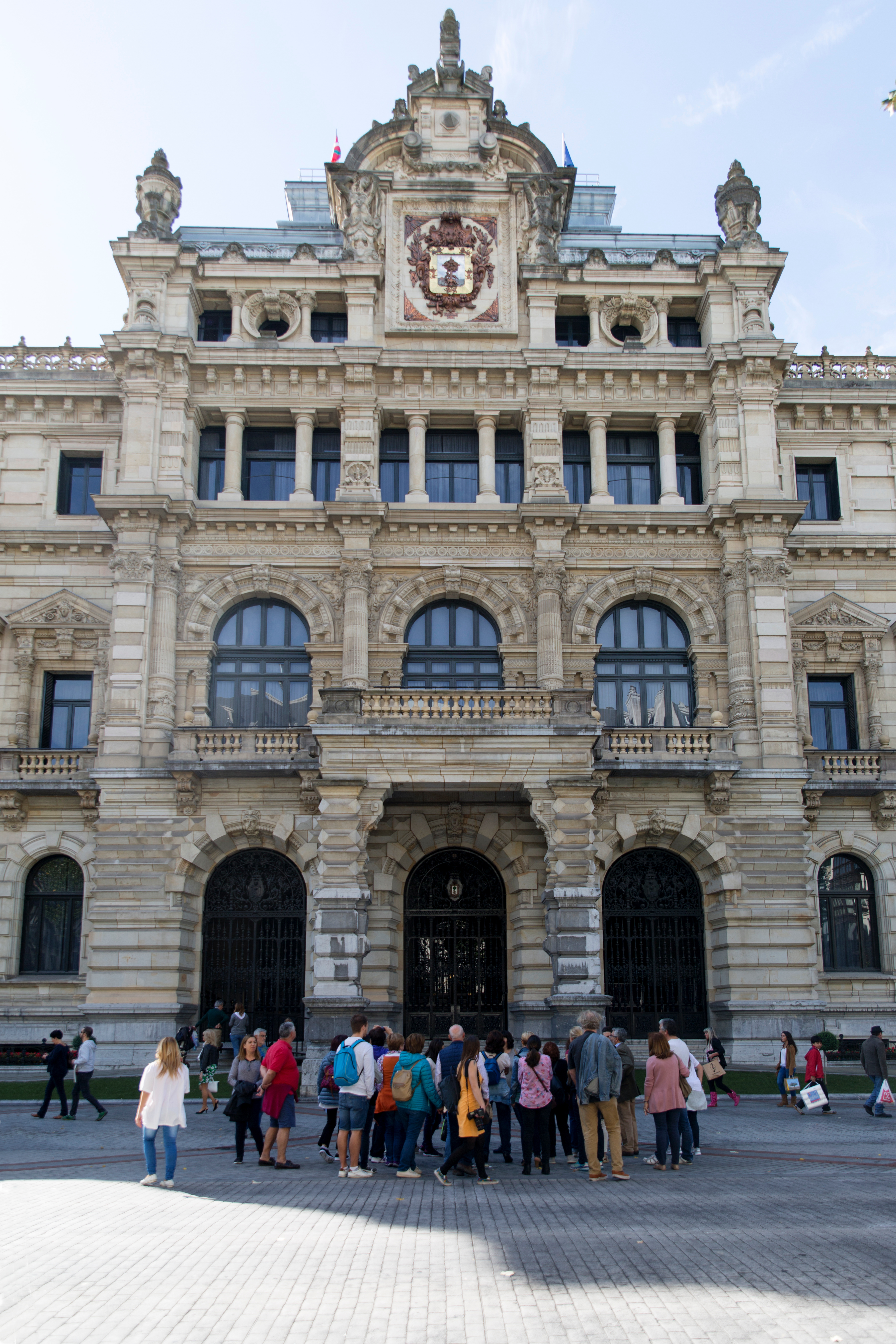

比斯开省议会宫（西班牙語：Palacio de la Diputación Foral de Vizcaya）是西班牙巴斯克自治区比斯开省毕尔巴鄂的一座折衷主义建筑，现在是该省政府行政部门的所在地，立法议会设于格尔尼卡。它位于恩桑切区（Ensanche）唐迭戈洛佩斯德阿羅大街（西班牙語：Gran Vía de Don Diego López de Haro）25号，是一座独立的长方形建筑，外观坚固而雄伟。它建于1890 年至 1900 年间，由建筑师 Luis Aladrén Mendivil 设计，在比斯开被认为是“阿方索折衷主义的巅峰之作”。
该建筑为折衷主义风格，使用不同历史风格的元素，还非常专注于装饰立面的构成方式。该建筑由地下室、夹层楼、两层楼、阁楼和屋顶露台组成。唐迭戈洛佩斯德阿羅大街的正立面颇为突出。该建筑的外部与内部的墙壁和天花板上均装饰华丽。宫殿里还保存着各种各样的艺术品，例如法国拿破仑三世的妻子尤金妮娅·德·蒙蒂霍赠送的一对罐子。

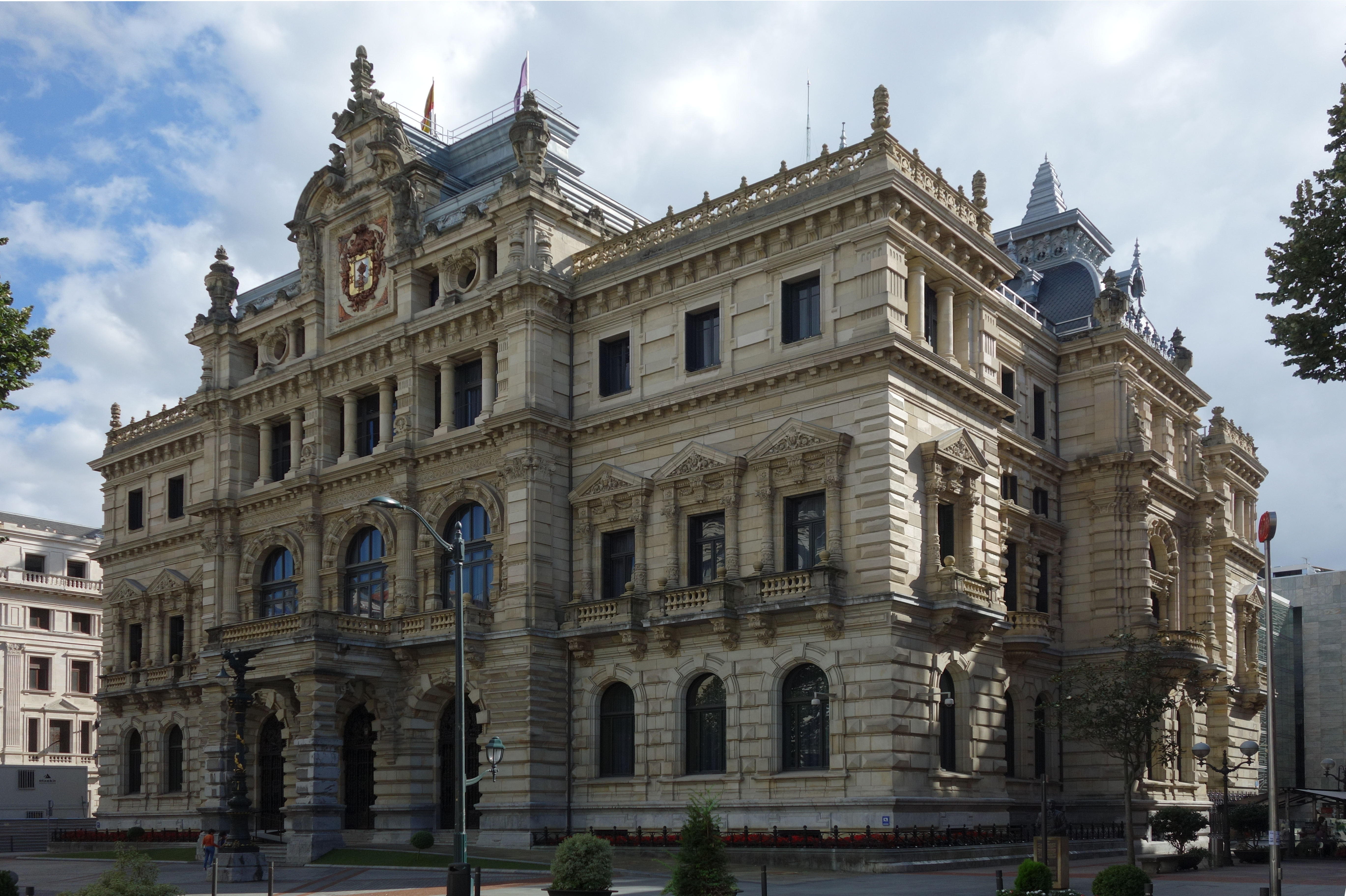

在其后面的街道对面，是比斯开图书馆。